# 박진포
박진포(朴珍鋪, 1987년 8월 13일 ~ )는 대한민국의 축구 선수이다. 포지션은 풀백이다. 현재 K3리그의 울산시민축구단 소속이다.

## 클럽 경력
2011 K리그 드래프트에서 성남 일화 천마에 지명되어 프로 무대에 입문하였다. 입단 후 첫 시즌부터 주전 오른쪽 풀백으로 출장하며 팀의 2011 FA컵 우승을 이끌었다. 2013 시즌의 종료 후 주장이었던 김성환이 울산으로 이적하면서 성남의 새로운 주장으로 선임되었다. 2013 시즌에 박진포는 리그에서 1골 5도움을 기록하며 자신의 시즌 최다 공격포인트 기록을 작성하였다. 또한 프로축구연맹에서 매 라운드마다 선정하는 위클리 베스트11에 총 6회 선정되었는데, 이는 1위 이용(9회)에 이어 해당 포지션의 선수들 중 두 번째로 많은 기록이다.
2013년 10월 6일 제주와의 경기에서 프로 100경기 출전 기록을 달성했다. 2년 7개월 1일만에 달성한 이 기록은 2011년 프로에 입단한 16개 구단 동기선수 가운데 가장 빠른 기록이다. 또한 30년 프로축구 역사를 통틀어 11번째로 빠른 기록이며 2010년 이후 기록으로는 에스티벤(울산, 2년6개월29일)에 이어 2위에 해당하는 기록이다.
2014년 1월 국가대표로 소집되고 나서 실시된 브라질 전지 훈련에서 김태환과 더불어 최고의 체력을 가진 것으로 평가되었다. 2014 시즌에도 역시 주장으로서 팀을 이끌었다. 팀의 득점력 약화로 공격포인트는 1골 2도움으로 돋보이지는 않았으나, 공수양면에서 빼어난 활약을 펼쳤다. 2014 시즌에는 위클리 베스트11에 총 8회 선정되었는데 이는 2014 K리그 클래식의 해당 포지션 선수들 중에서 최다 선정 기록이다. 해당 부문의 2위는 포항의 신광훈(7회), 3위는 서울의 차두리(6회)이다. 특히 36R, 37R, 38R에서는 3회 연속 위클리 베스트11에 선정되는 활약을 펼치며 성남이 시즌 막판 강등권 경쟁을 이겨내고 1부 리그에 잔류하는데 크게 공헌하였다. 강등권 경쟁 와중에 우승에 성공한 FA컵 시상식 후, 그는 FA컵 트로피를 서포터석에 전달하면서, 팬들에 대한 사랑을 표현하였다.
2015 시즌부터는 병역 의무 이행을 위해 상주 상무에 입단하였다. 성남에서는 주로 오른쪽 풀백에서 뛰었지만, 상주에서는 또다른 오른쪽 풀백인 이용의 활용을 위해 왼쪽 풀백으로 주로 활약하며 리그 52경 출전 3골을 기록하였다.
2016년 9월, 병역 의무를 마치고 전 소속팀 성남으로 복귀하였다.
2017년, 성남 FC가 K리그 챌린지로 강등 되자 K리그 클래식 제주 유나이티드로 이적하였다.
2021시즌을 앞두고 K3리그의 울산시민축구단에 입단했다.

## 국가대표팀 경력
2014년 1월 2일 홍명보 감독이 이끄는 대표팀의 1월 브라질-미국 전지훈련 최종명단에 포함되었으며, 1월 4일 열린 멕시코전에서 데뷔전을 가졌다.

## 그 외
2016년 4월 3일에 이용, 김성환, 김성주, 김성준, 이경렬, 조영철과 함께 오전 9시에 경북 문경으로 외출 도중 소매치기범을 검거하여 4월 9일에 선행상을 받았다.

## 수상

### 클럽

#### 성남 FC
- FA컵 우승 2회 (2011년, 2014년)

#### 상주 상무
- K리그 챌린지 우승 1회 : 2015